# Casa John E. Parry
John E. Parry House é uma casa histórica localizada em Glens Falls, Condado de Warren, Nova York. Foi construída por volta de 1890 e é uma residência retangular com estrutura  de dois andares e meio que incorpora elementos de design de transição no estilo Queen Anne / Colonial Revival. A casa incorpora pedras, tábuas e telhas em seu exterior. Apresenta um amplo pórtico com frontão e suportes.  O arquiteto foi Ephraim Potter .
Foi adicionada ao Registro Nacional de Lugares Históricos em 1984. 